# Kanton Aytré
Der Kanton Aytré ist seit 1985 ein französischer Kanton im Département Charente-Maritime und in der Region Nouvelle-Aquitaine. Er umfasst vier Gemeinden im Arrondissement La Rochelle und hat sein bureau centralisateur in Aytré. Im Rahmen der landesweiten Neuordnung der französischen Kantone wurde er im Frühjahr 2015 stark verändert.

## Gemeinden
Der Kanton besteht aus vier Gemeinden mit insgesamt 31.313 Einwohnern (Stand: 1. Januar 2022) auf einer Gesamtfläche von 49,23 km²:
| Gemeinde          | Einwohner 1. Januar 2022 | Fläche km² | Dichte Einw./km² | Code INSEE | Postleitzahl |
| ----------------- | ------------------------ | ---------- | ---------------- | ---------- | ------------ |
| Aytré             | 9.759                    | 12,22      | 799              | 17028      | 17440        |
| Dompierre-sur-Mer | 6.084                    | 18,35      | 332              | 17142      | 17139        |
| Périgny           | 8.802                    | 10,78      | 817              | 17274      | 17180        |
| Puilboreau        | 6.668                    | 7,88       | 846              | 17291      | 17138        |
| Kanton Aytré      | 31.313                   | 49,23      | 636              | 1701       | –            |

Bis zur landesweiten Neuordnung der französischen Kantone im März 2015 gehörten zum Kanton Aytré die drei Gemeinden Angoulins, Aytré und Châtelaillon-Plage. Sein Zuschnitt entsprach einer Fläche von 26,67 km2. Er besaß vor 2015 einen anderen INSEE-Code als heute, nämlich 1746.

## Politik
| Vertreter im Departementrat | Vertreter im Departementrat  | Vertreter im Departementrat |
| Amtszeit                    | Namen                        | Partei                      |
| --------------------------- | ---------------------------- | --------------------------- |
| 2002–2015                   | Stéphane Villain             | UMP                         |
| 2015–                       | Guy Denier Martine Villenave | PS                          |